# Ce qui plaît aux dames
Ce qui plaît aux dames est un conte philosophique en vers de Voltaire paru en 1764. 

## Résumé
Messire Jean Robert, beau mais pauvre chevalier revenant de Rome, renverse la belle Marton qui s'en allait au marché, après lui avoir promis vingt écus. 
Marton, qui prétend avoir été violée, mais « surtout point payée », va se plaindre à la reine Berthe, la femme de Dagobert. La reine et son conseil le condamnent à mort, mais promettent
De pardonner à qui pourra nous dire

Ce que la femme en tous les temps désire.
Le chevalier interroge en vain les passantes, mais rencontre finalement une vieille sorcière édentée, qui lui promet la réponse s'il accepte de l'épouser. Il s'y résout pour sauver sa vie, et se voit confier le secret :
Il faut toujours que la femme commande ;

C’est là son goût : si j’ai tort, qu’on me pende.
Absous, Robert doit maintenant tenir sa promesse envers la vieille sorcière., et « se met à son devoir. » Alors, la vieille chaumière se transforme en palais, et la sorcière en fée, la fée Urgèle.

## Histoire éditoriale
Conte en vers, conte de fées, à coloration médiévale, ce texte est composé en un jour et demi vers la fin de novembre 1763 par un Voltaire atteint d’ophtalmie, reclus dans le château de Ferney enseveli sous d’abondantes chutes de neige. Il paraît dans la première édition des Contes de Guillaume Vadé en 1764.
Voltaire s’inspire de la version modernisée par Dryden à la fin du XVIIe siècle d’un des Contes de Canterbury de Chaucer, le Conte de la femme de Bath, tout en le transformant profondément. 

## Adaptations
- Adaptation théâtrale sous le titre de La Fée Urgèle, livret de Favart et Voisenon, musique de Duni, comédie en 4 actes mêlée d'ariettes, représentée à Fontainebleau le 26 octobre 1765.
- Reprise en 1991 dans une mise en scène de Jean-Marie Villégier.